# Birkerhof (Wipperfürth)
Birkerhof ist eine Ortschaft in der Stadt Wipperfürth im Oberbergischen Kreis im Regierungsbezirk Köln in Nordrhein-Westfalen (Deutschland).

## Lage und Beschreibung
Der Ort liegt im Südwesten von Wipperfürth, nahe der Wasserscheide zwischen der Großen Dhünn und der Kürtener Sülz. Nachbarorte sind Wipperfeld, Lamsfuß und Oberholl.
Politisch wird Birkerhof durch den Direktkandidaten des Wahlbezirks 16 (160) Wipperfeld im Rat der Stadt Wipperfürth vertreten.

## Geschichte
In topografischen Karten taucht die Ortsbezeichnung Birkerhof erstmals 1954 auf. Die nördlich der Ortschaft verlaufende Bundesstraße 506 war im Mittelalter ein bedeutender Heerweg zwischen Köln und Soest. Um 1220, zur Stadtgründung von Wipperfürth, wurde der Weg vermutlich bereits genutzt.

## Busverbindungen
Über die Haltestelle Lamsfuß der Linie 427 (VRS/OVAG) ist Birkerhof an den öffentlichen Personennahverkehr angebunden.